# Mermaid (banda)
Mermaid es una banda de rock surgida en Pamplona en 1998. Sus miembros figuraban bajo seudónimos; estos eran Firehead (bajo, voz), Txetxu Brainloster (guitarra, voz) y Leroy S. Starlight (batería).
En un principio la banda se decantó por el stoner rock, pero con el tiempo se fueron cansando de la etiqueta y evolucionaron a un rock más amplio pero con referentes enclavados claramente en los 70. Al principio de su carrera crearon su propio sello, RecOrbital, para editar su disco debut, además del split de Viaje a 800 y Los Natas.
El conjunto se separó en 2005 y Txetxu Brainloster continuó la evolución del sonido emprendido en su último álbum, ya al frente de Green Manalishi hasta su disolución.

## Miembros
- Txetxu Brainloster - Guitarra y voz
- Iñigo Firehead - Bajo y voz
- Leroy S. Starlight - Batería

## Discografía

### Álbumes
- From Here To Nowhere (Rec Orbital, 1999)
- High Dimension Is The Direction (Safety Pin, 2001)
- Red Led Or Death (Munster Records, 2003)

### Singles y EP
- The Charlton Heston EP (Safety Pin, 2003). EP en formato de vinilo de 10".